# Список сюрреалистов
Движение сюрреализма возникло во Франции в литературных кругах в 1924 году и быстро распространилось среди художников, фотографов, кинематографистов и проч. творцов в различных странах. Некоторые из них придерживались сюрреалистической стилистики кратковременно.
«Золотой период» сюрреализма приходится на 1920—1930-е годы, а концом считаются 1960-е, с уходом многих классиков сюрреализма, в первую очередь Бретона. Тем не менее, в последующие десятилетия многие творцы продолжали творить в этой манере.
Магический реализм близок к сюрреализму.

## Изобразительное искусство

### Художники
Австрия:
- Паален, Вольфганг

Бельгия
- Дельво, Поль (1897-1994)
- Рене Магритт (1898-1967)

Великобритания
- Пол Нэш (1889—1946)
- Римингтон, Эдит (1902–1986)
- Хейтер, Стэнли Уильям (1901-1988)

Германия 
- Арп, Жан (1886—1966) — поэт, художник, график, скульптор. Порвал с сюрреализмом в 1931 году
- Беллмер, Ханс (1902-1975)
- Клее, Пауль — участвовал в движении сюрреалистов и работал в рамках стилистики движения в 1920—1930-х годах
- Макс Эрнст (1891-1976)

Испания
- Сальвадор Дали
- Жоан Миро (1893-1983)
- Домингес, Оскар (1906—1957)
- Сантос Торроэлья, Анхелес (1911-2013)

Италия
- Джорджо де Кирико (1888—1978)
- Савинио, Альберто (1891-1952) - поэт, прозаик, эссеист, художник, музыкант, младший брат  Кирико.

США
- Таннинг, Доротея (1910—2012), жена Макса Эрнста
- Сэйдж, Кей (1898—1963), жена Ива Танги
- Чакбасов, Наум Степанович (1899, Баку – 1984, Нью-Йорк). Эмигрировал с родителями в 1907 году. Жил в США и в Европе. В начале 1940-х увлечение психоанализом привело его к сюрреалистической манере[2].

Франция
- Верленд, Клод
- Гюго, Валентина
- Дюшан, Марсель (1887—1968). Официально не был членом кружка сюрреалистов, но был близок к ним, участвовал во многих выставках движения с 1938 по 1959 год.
- Малкин, Жорж
- Массон, Андре
- Пикабиа, Франсис (1879—1953) — сюрреалистический период Пикабия начинает постепенно угасать и сходит на нет к началу 1930-х годов
- Прассинос, Марио
- Руа, Пьер (1880—1950)
- Танги, Ив (1900—1955)

Чехословакия
- Белоцветов, Андрей (1923-1997) - имел сюрреалистический период[3]
- Шванкмайерова, Ева  (1940-2005)

Швейцария
- Оппенгейм, Мерет

Латинская Америка
- Агар, Эйлин (1899-1991) - аргентинско-британская художница
- Кибальчич, Влади (1920, Петроград - 2005, Мексика) - мексиканский художник.
- Ремедиос Варо (1908—1963)
- Фрида Кало

#### СССР
Сюрреализм как самостоятельное и отчётливое художественное направление в России не сложился, тем не менее, в творчестве ряда художников можно найти произведения, близкие поэтике бессознательного, и переклички с творчеством западных европейцев:
- Гончаров, Андрей Дмитриевич
- Малевич, Казимир — на последнем этапе
- Редько, Климент
- Тышлер, Александр Григорьевич
- Л. А. Юдин
- С «автоматическим письмом» сюрреалистов типологически соотносят «моментальное творчество» А. Е. Кручёных, являющееся особым способом актуализации бессознательного. Элементы сюрреализма можно найти и в творчестве С. Б. Никритина, П. Ф. Челищева, а также П. Н. Филонова и его учеников[4]

##### Эмигранты (Российская империя и СССР)
- Бенуа-Клеман, Елена Александровна (1898-1972) - в эмиграции с 1920 года. Имела краткий сюрреалистический период[6].
- Берлявски-Невельсон, Луиза (1899 — 1988) - уроженка Украины. Увезена ребенком в 1905 году в США. Американский скульптор, некоторые скульптуры несут черты сюрреализма[7].
- Кибальчич, Влади (1920, Петроград - 2005, Мексика). Эмигрировал в 1936 году. Мексиканский художник
- Марго, Борис (1902-1995) - уроженец Украины (эмигрировал в 1929 году)[8].
- Мишонц, Грегуар (1902-1982) - уроженец Кишинева, в эмиграции с 1921 года. В 1927–1930 недолго работал в духе сюрреализма[9].
- Николенко, Николай Иосифович (1912-1975) - уроженец Херсонской губернии, пленен во время ВОВ, избежал репатриации. Обратился к сюрреализму в 1969 году[10].
- Чакбасов, Наум Степанович (1899, Баку – 1984, Нью-Йорк). Эмигрировал с родителями в 1907 году. Жил в США и в Европе. В начале 1940-х увлечение психоанализом привело его к сюрреалистической манере[2].
- Челищев, Павел Фёдорович (1898-1957) - в эмиграции с 1920 года, западными исследователями причисляется к сюрреалистам[11].

### Скульпторы
- Арп, Жан (1886—1966) — поэт, художник, график, скульптор. Порвал с сюрреализмом в 1931 году
- Берлявски-Невельсон, Луиза (1899 — 1988) - некоторые скульптуры имеют элементы.
- Джакометти, Альберто (1901-1966) — принадлежал к кружку сюрреалистов в 1930—1935

### Фотографы
- Клод Каон (1894-1954)
- Дора Маар
- Ман Рэй (1890-1976)
- Филипп Халсман
- Грета Штерн

### Кинематограф
- Кокто, Жан
- Луис Бунюэль